# Boulieu-lès-Annonay
 Boulieu-lès-Annonay  es una población y comuna francesa, ubicada en la región de Ródano-Alpes, departamento de Ardèche, en el distrito de Tournon-sur-Rhône y cantón de Annonay-Nord.

## Demografía
| 1343 | 1459 | 1666 | 1767 | 1942 | 2096 |
| Para los censos de 1962 a 1999 la población legal corresponde a la población sin duplicidades (Fuente: INSEE [Consultar]) |      |      |      |      |      |